# دائرة تاونات
دائرة تاونات هي إحدى دوائر إقليم تاونات، التابع لجهة فاس مكناس، المملكة المغربية. تضم الدائرة 11 جماعات قروية، وبلغ عدد سكانها 146196 فرداً سنة 2004 حسب الإحصاء الرسمي للسكان والسكنى. يتبع للدائرة 34 مشيخة و264 دوار.

## التقسيمات الإداريّة
تعتبر دائرة تاونات إحدى الدوائر المشكّلة لإقليم تاونات، وهو التقسيم الإداري من المستوى الرابع المعتمد في المغرب. ينقسم إقليم تاونات إلى 44 جماعات قروية تختلف من حيث السكان والمساحة، والتي بدورها تنقسم إلى مشيخات تضم عدداً من الدواوير.